# Wang Mingjuan
Wang Mingjuan va néixer l'11 d'octubre de 1985, a Hunan, és una aixecadora de peses xinesa. Ella va competir en els Jocs Olímpics d'Estiu 2012 en els 48 kg femení, guanyant la medalla d'or.